# Sedmnáctiúhelník

pravidelný sedmnáctiúhelník.

Sedmnáctiúhelník je rovinný geometrický útvar, mnohoúhelník s sedmnácti vrcholy a sedmnácti stranami.
Součet velikostí vnitřních úhlů sedmnáctiúhelníku je přesně 2700° (15π).

## Konstrukce sedmnáctiúhelníku
Pravidelný sedmnáctiúhelník lze sestrojit pomocí kružítka a pravítka, jak prokázal Carl Friedrich Gauss v roce 1796.
Konstrukce pravidelného sedmnáctiúhelníku pomocí kružítka a pravítka v 64 krocích: